# Coloma (Míchigan)
Coloma es una ciudad ubicada en el condado de Berrien en el estado estadounidense de Míchigan. En el Censo de 2010 tenía una población de 1483 habitantes y una densidad poblacional de 0,64 personas por km².

## Geografía
Coloma se encuentra ubicada en las coordenadas 42°11′12″N 86°18′34″O / 42.18667, -86.30944. Según la Oficina del Censo de los Estados Unidos, Coloma tiene una superficie total de 2302.5 km², de la cual 2297.31 km² corresponden a tierra firme y (0.22%) 5.18 km² es agua.

## Demografía
Según el censo de 2010, había 1483 personas residiendo en Coloma. La densidad de población era de 0,64 hab./km². De los 1483 habitantes, Coloma estaba compuesto por el 93.46% blancos, el 1.21% eran afroamericanos, el 0.47% eran amerindios, el 1.08% eran asiáticos, el 0% eran isleños del Pacífico, el 1.69% eran de otras razas y el 2.09% pertenecían a dos o más razas. Del total de la población el 3.91% eran hispanos o latinos de cualquier raza.